# Maniwa
Maniwa (真庭市, Maniwa-shi) est une ville située dans la préfecture d'Okayama, au Japon.

## Géographie

### Situation
Maniwa est située dans le nord de la préfecture d'Okayama.

### Démographie
En décembre 2021, la ville de Maniwa comptait 43 474 habitants, répartis sur une superficie de 828,53 km2.

### Hydrographie
Maniwa est traversée par le fleuve Asahi.

## Histoire
La ville de Maniwa a été créée en 2005, de la fusion des anciens bourgs de Hokubō, Katsuyama, Ochiai, Yubara et Kuse, et des anciens villages de Mikamo, Kawakami, Yatsuka et Chūka.

## Culture locale et patrimoine
- Katsuyama matsuri

## Transports
La ville est desservie par la ligne Kishin de la JR West.

## Jumelage
Maniwa est jumelée avec :
- Victor Harbor (Australie),
- Ruijin (Chine).